# Ximena Sariñana (album)
Ximena Sariñana è il secondo album della cantante messicana Ximena Sariñana pubblicato nel 2011.

## Il disco
La produzione è di Ximena Sariñana, Natalia Lafourcade, Greg Kurstin.

## Brani
L'edizione del disco pubblicata in spagnolo, contiene 11 tracce:
1. Different – 3:39 (Ximena Sariñana & Tim Armstrong)
2. The Bid – 4:23 (Ximena Sariñana & Greg Kurstin)
3. Shine Down – 4:02 (Ximena Sariñana & David Andrew Sitek)
4. Echo Park – 3:27 (Ximena Sariñana & Greg Kurstin)
5. Bringing Us Down – 3:30 (Ximena Sariñana & Baltazar Hinojosa)
6. Tomorrow – 3:53 (Ximena Sariñana & Greg Kurstin)
7. Lies We Live In – 3:44 (Ximena Sariñana & David Andrew Sitek)
8. Common Ground – 4:05 (Ximena Sariñana & Greg Kurstin)
9. Love Again – 5:11 (Ximena Sariñana & Finian Greenall)
10. Tú y yo – 4:28 (Ximena Sariñana & Natalia Lafourcade)
11. Wrong Miracle – 3:18 (Ximena Sariñana & Matt Hales)

Durata totale: 43:40

## Premi e nomination
| Anno | Album           | Premi                   | Categoria                                     | Risultato |
| ---- | --------------- | ----------------------- | --------------------------------------------- | --------- |
| 2011 | Ximena Sariñana | LOS40 Music Awards      | Miglior artista messicana                     | Nominato  |
| 2012 | Ximena Sariñana | MTV Europe Music Awards | Miglior artista America Latina settentrionale | Nominato  |